# Паоли, Франческо
Франче́ско Па́оли (итал. Francesco Paoli), в монашестве А́нгел (итал. Angelo; 1 сентября 1642, Арджильяно, герцогство Масса и Каррара — 20 января 1720, Рим, Папское государство) — блаженный Римско-католической церкви, священник-кармелит (O.Carm.), прозванный «братом милосердия» и «отцом бедных».

## Биография

### Семья и ранние годы
Родился 1 сентября 1642 года в Арджильяно — деревне на территории герцогства Массы и Каррары. Франческо был первенцем в многодетной семье мелких землевладельцев Анджело Паоли и Санты, урождённой Морелли. Кроме него у родителей родились ещё три сына и три дочери. Образование старшего мальчика они доверили родственнику, который служил викарием прихода в Минуччано. Во время Великого поста 1660 года в соборе Сарцаны епископ Просперо Спинола принял Франческо в число клира, и он получил тонзуру.

### Монашество
27 ноября 1660 года он и его брат поступили в монастырь кармелитов в Чериньяно-Фивидзано. Через несколько дней они были переведены в монастырь в Сиене для прохождения новициата. Франциск принял монашеское облачение и новое имя Ангела. Через год — 18 декабря 1661 года — он принёс монашеские обеты. Его перевели в монастырь в Пизе, где он изучал философию в местной студии. 20 декабря 1665 года Ангел был возведён в сан субдиакона, а 19 декабря 1666 года — диакона.
По окончании курса философии его направили во Флоренцию изучать теологию. 7 января 1667 года он был возведён в сан иерея. Последующие семь лет он подвизался в монастыре во Флоренции, откуда был вынужден вследствие физического истощения на некоторое время вернуться домой в Аргильяно.
Через восемь месяцев он был призван обратно во Флоренцию, где был поставлен наставников новициев. Но 7 декабря 1676 года его перевели в Корниколу, близ Эмполи, затем в 1677 году в Сиену и в 1680 в Монтекатини. И во всех этих монастырях Ангел преподавал собратьям, а также, получив благословение руководства ордена, кормил бедняков и ухаживал за больными. В Сиене его даже прозвали братом милосердия и отцом бедных. В 1682 году его направили в монастырь в Фивидзано, где он нёс послушание в сакристии и органиста, продолжая своё служение бедным.

### Поздние годы
В 1687 году Ангела перевели в Рим для основания в городе монастыря босых кармелитов. Здесь он нёс послушание наставника новициев и занимался благотворительностью. Ангел стал известен как опытный духовник. К нему обращались за советом духовные лица и аристократы, благодаря которым благотворительная деятельность Ангела получила широкое распространение. Он опекал приют для девочек и основал монастырь Святого Мартина в Монти для пропитания неимущих. Им также оказывалась помощь больным. В госпитале Святого Иоанна Ангел ввёл правила строжайшей гигиены и ухода за больными. Им же была собрана группа подростков, которые давали представления в госпитале, развлекая пациентов. Не оставлял без своей заботы Ангел и заключённых.
Он скончался 20 января 1720 года и был похоронен в Риме, в церкви Сан-Мартино в Монти.

## Прославление
Кардинал Августин Валлини по поручению и благословению Папы Бенедикта XVI объявил о причислении его к лику блаженных 25 апреля 2010 года.
Литургическая память совершается 20 января.